# Volley Academy Sassuolo 2018-2019
Questa voce raccoglie le informazioni riguardanti la Volley Academy Sassuolo nelle competizioni ufficiali della stagione 2018-2019.

## Rosa
| N° | Nome               | Ruolo | Data di nascita   | Nazionalità sportiva |
| -- | ------------------ | ----- | ----------------- | -------------------- |
| 2  | Martina Bordignon  | S     | 26 novembre 1994  | Italia               |
| 3  | Amelia Bici        | L     | 13 settembre 1998 | Italia               |
| 4  | Lucia Crisanti     | C     | 16 marzo 1986     | Italia               |
| 5  | Federica Squarcini | C     | 24 settembre 2000 | Italia               |
| 7  | Benedetta Mambelli | S     | 21 settembre 1995 | Italia               |
| 8  | Claudia Provaroni  | S     | 14 maggio 1998    | Italia               |
| 9  | Sofia Martinelli   | C     | 1º giugno 2000    | Italia               |
| 10 | Elisa Lancellotti  | P     | 23 febbraio 1991  | Italia               |
| 11 | Josephine Obossa   | O     | 20 maggio 1999    | Italia               |
| 12 | Jessica Joly       | S     | 6 gennaio 2000    | Italia               |
| 13 | Carolina Zardo     | L     | 16 novembre 1992  | Italia               |
| 14 | Giulia Galletti    | P     | 4 giugno 1999     | Italia               |
| 15 | Dayana Kosareva    | S     | 24 agosto 1999    | Italia               |
| 18 | Federica Gatta     | O     | 19 marzo 2000     | Italia               |

## Risultati

### Serie A2

#### Regular season

##### Girone di andata
| 1ª giornata - 7 ottobre 2018 PalaPaganelli, Sassuolo           | Academy Sassuolo      | 3 - 1 | Cutrofiano       | 23-25, 25-19, 25-21, 25-20        |
| 2ª giornata - 14 ottobre 2018 PalaCollodi, Montecchio Maggiore | Montecchio Maggiore   | 1 - 3 | Academy Sassuolo | 22-25, 25-17, 18-25, 14-25        |
| 3ª giornata - 21 ottobre 2018 PalaPaganelli, Sassuolo          | Academy Sassuolo      | 3 - 0 | Adolfo Consolini | 25-20, 25-19, 25-21               |
| 4ª giornata - 28 ottobre 2018 PalaBellina, Marsala             | Marsala               | 0 - 3 | Academy Sassuolo | 23-25, 13-25, 17-25               |
| 5ª giornata - 1º novembre 2018 PalaPaganelli, Sassuolo         | Academy Sassuolo      | 2 - 3 | Olimpia Teodora  | 20-25, 25-21, 21-25, 25-23, 9-15  |
| 6ª giornata - 4 novembre 2018 PalaPaganelli, Sassuolo          | Academy Sassuolo      | 3 - 1 | CUS Torino       | 22-25, 25-17, 25-18, 25-18        |
| 7ª giornata - 10 novembre 2018 PalaEvangelisti, Perugia        | Wealth Planet Perugia | 3 - 2 | Academy Sassuolo | 25-12, 22-25, 23-25, 26-24, 15-12 |
| 9ª giornata - 25 novembre 2018 PalaPaganelli, Sassuolo         | Academy Sassuolo      | 1 - 3 | Trentino Rosa    | 13-25, 25-19, 20-25, 20-25        |

##### Girone di ritorno
| 1ª giornata - 2 dicembre 2018 PalaCesari, Cutrofiano                     | Cutrofiano       | 3 - 0 | Academy Sassuolo      | 25-21, 25-20, 25-20        |
| 2ª giornata - 9 dicembre 2018 PalaPaganelli, Sassuolo                    | Academy Sassuolo | 3 - 1 | Montecchio Maggiore   | 25-20, 25-23, 20-25, 28-26 |
| 3ª giornata - 16 dicembre 2018 Palazzetto dello Sport, S. Giovanni in M. | Adolfo Consolini | 3 - 0 | Academy Sassuolo      | 25-15, 25-23, 25-16        |
| 4ª giornata - 23 dicembre 2018 PalaPaganelli, Sassuolo                   | Academy Sassuolo | 3 - 0 | Marsala               | 25-21, 25-11, 25-17        |
| 5ª giornata - 26 dicembre 2018 PalaCosta, Ravenna                        | Olimpia Teodora  | 3 - 0 | Academy Sassuolo      | 25-22, 25-17, 25-20        |
| 6ª giornata - 30 dicembre 2018 PalaRuffini, Torino                       | CUS Torino       | 3 - 0 | Academy Sassuolo      | 25-17, 25-18, 25-19        |
| 7ª giornata - 6 gennaio 2019 PalaPaganelli, Sassuolo                     | Academy Sassuolo | 1 - 3 | Wealth Planet Perugia | 22-25, 21-25, 25-23, 17-25 |
| 9ª giornata - 27 gennaio 2019 PalaSanbapolis, Trento                     | Trentino Rosa    | 3 - 0 | Academy Sassuolo      | 25-23, 25-20, 25-20        |

#### Pool salvezza

##### Girone di andata
| 1ª giornata - 10 febbraio 2019 PalaCapriglia, Pellezzano | Due Principati   | 3 - 0 | Academy Sassuolo | 25-22, 28-26, 25-16        |
| 2ª giornata - 17 febbraio 2019 PalaPaganelli, Sassuolo   | Academy Sassuolo | 3 - 0 | Hermaea          | 25-16, 25-22, 25-22        |
| 3ª giornata - 24 febbraio 2019 PalaPaganelli, Sassuolo   | Academy Sassuolo | 3 - 1 | Pinerolo         | 25-23, 24-26, 25-20, 25-20 |
| 4ª giornata - 3 marzo 2019 Pala Di Fiore, Roma           | Group Roma       | 1 - 3 | Academy Sassuolo | 25-19, 18-25, 17-25, 21-25 |

##### Girone di ritorno
| 1ª giornata - 9 marzo 2019 PalaPaganelli, Sassuolo           | Academy Sassuolo | 2 - 3 | Due Principati   | 26-24, 23-25, 22-25, 25-16, 11-15 |
| 2ª giornata - 17 marzo 2019 Geopalace, Olbia                 | Hermaea          | 2 - 3 | Academy Sassuolo | 25-21, 25-21, 13-25, 14-25, 12-15 |
| 3ª giornata - 24 marzo 2019 Palazzetto dello sport, Pinerolo | Pinerolo         | 3 - 0 | Academy Sassuolo | 25-17, 25-17, 25-15               |
| 4ª giornata - 31 marzo 2019 PalaPaganelli, Sassuolo          | Academy Sassuolo | 3 - 0 | Group Roma       | 25-14, 25-20, 25-18               |

### Coppa Italia di Serie A2

#### Fase a eliminazione diretta
| Ottavi di finale - 11 dicembre 2018 PalaPaganelli, Sassuolo | Academy Sassuolo | 3 - 0 | Due Principati       | 26-24, 25-23, 25-23               |
| Quarti di finale - 13 gennaio 2019 PalaScoppa, Soverato     | Soverato         | 2 - 3 | Academy Sassuolo     | 25-21, 25-18, 22-25, 20-25, 11-15 |
| Semifinali - 23 gennaio 2019 PalaPaganelli, Sassuolo        | Academy Sassuolo | 3 - 0 | Libertas Martignacco | 25-21, 25-23, 25-16               |
| Finale - 3 febbraio 2019 PalaOlimpia, Verona                | Mondovì          | 2 - 3 | Academy Sassuolo     | 25-23, 17-25, 16-25, 25-18, 15-17 |

## Statistiche

### Statistiche di squadra
| Competizione             | Punti | In casa | In casa | In casa | In trasferta | In trasferta | In trasferta | Totale | Totale | Totale |
| Competizione             | Punti | G       | V       | P       | G            | V            | P            | G      | V      | P      |
| ------------------------ | ----- | ------- | ------- | ------- | ------------ | ------------ | ------------ | ------ | ------ | ------ |
| Serie A2                 | 38    | 12      | 8       | 4       | 12           | 4            | 8            | 24     | 12     | 12     |
| Coppa Italia di Serie A2 | -     | 2       | 2       | 0       | 1            | 1            | 0            | 4      | 4      | 0      |
| Totale                   | -     | 14      | 10      | 4       | 13           | 5            | 8            | 28     | 16     | 12     |

G = partite giocate; V = partite vinte; P = partite perse